# 王曼硕
王曼硕（1905年—1985年），原名王文溥，号万石，男，山东肥城人，中国油画家、书法家、篆刻家，曾任中国美术家协会理事。